# Szew czołowo-szczękowy

Czaszka człowieka. Szew czołowo-szczękowy podpisany sutura frontomaxillaris.

Szew czołowo-szczękowy (łac. sutura frontomaxillaris) – szew czaszki łączący kość czołową z kośćmi szczękowymi.
U człowieka jest krótkim szwem łączącym brzeg górny wyrostka czołowego szczęki z częścią nosową kości czołowej. Przyśrodkowo oba szwy czołowo-szczękowe przedłużają się w szew czołowo-nosowy, łączący kość czołową z kośćmi nosowymi.
Zarasta (kostnieje) u psa domowego w 10–15 roku życia.